# Romería (film)
Pour les articles homonymes, voir Romeria (homonymie).
Pour plus de détails, voir Fiche technique et Distribution.
Romería est un film espagnol en catalan réalisé par Carla Simón sorti en 2025.
Troisième long métrage de la réalisatrice après Été 93 (2017) et Nos soleils (2022), Romería est sélectionné en compétition officielle de la 78e édition du Festival de Cannes et concourt à la Palme d'or 2025.

## Synopsis
La jeune étudiante Marina, enfant adoptée, recherche des papiers administratifs pour s'inscrire à l'université. S'ensuit alors la longue histoire de la vie de sa famille d'origine, ses secrets et ses drames, qu'elle découvre au fur et à mesure de ses recherches, dans un voyage initiatique sur les traces de sa propre histoire, dans la ville galicienne de Vigo.

## Présentation
Le film est inspiré de la propre histoire de Carla Simón et de la jeunesse de ses parents sous la Transition démocratique.
La cinéaste a choisi la jeune comédienne Llúcia Garcia : pour jouer le rôle de Marina. Il s'agit du premier grand rôle en tant que protagoniste de cette jeune actrice, ainsi que de Mitch, musicien de rock espagnol, dans le premier rôle masculin, celui de Nuno.  
C'est avec ces deux acteurs débutants, ainsi qu'avec la productrice María Zamora, que Carla Simón, alors enceinte, effectue la montée des marches du Festival de Cannes le 21 mai 2025 pour la soirée de présentation officielle du film.  

## Fiche technique
Sauf indication contraire, les informations mentionnées dans cette section peuvent être confirmées par la base de données cinématographiques IMDb,  présente dans la section « Liens externes ».
- Titre : Romería
- Titre original : Romería
- Réalisation : Carla Simón
- Production : María Zamora
- Scénario : Carla Simón
- Direction artistique : Mónica Bernuy
- Directrice de la photographie : Hélène Louvart
- Musique : Ernest Pipó
- Montage : Sergio Jiménez, Ana Pfaff
- Costumes : Anna Aguilà
- Maquillage : Paty Lopez Lopez
- Coiffure : Paco Rodriguez H.
- Son : Eva Valiño
- Pays de production :  Espagne
- Sociétés de production : Elastica Films (Espagne), Ventall Cinema (Allemagne)
- Distribution : MK2, Ad Vitam Distribution (France)[10]
- Format : Couleurs
- Genre : drame
- Langue: catalan
- Dates de sortie : 
  - Espagne : septembre 2025
  - France : 21 mai 2025 (Festival de Cannes 2025) ; 8 avril 2026 (sortie nationale)[10] Date sujette à modification

## Distribution
- Llúcia Garcia : Marina
- Mitch : Nuno
- Tristán Ulloa : Lois
- Janet Novás : Xulia
- Celine Tyll : Denise
- Miryam Gallego : Olalla
- Sara Casasnovas : Virxinia
- Alberto Gracia : Iago
- José Ángel Egido : le grand-père

## Distinctions

### Sélections
- Festival de Cannes 2025 : sélection officielle[11], en compétition[12],[13].